# Mikkelsgildet i Ringsted
|  | Denne artikel er oprettet af botten Steenthbot ud fra en ekstern database. Den kan derfor have sproglige fejl eller mangler. Denne skabelon kan fjernes efter kontrol af indholdet. |

Mikkelsgildet i Ringsted er en dansk dokumentarisk optagelse fra 1920.

## Handling
Mikkelsgilde i Ringsted d. 29. september 1920 fejres med et historisk høstoptog gennem byen. Ryttere, hestevogne med hølæs og udklædte bønder bevæger sig forbi Postgaarden i Nørregade.